# Isla King (Columbia Británica)
La isla King (en inglés: King Island; en lengua nuxalk: Nuxalknalus) es una pequeña isla deshabitada en la costa de la provincia canadiense de Columbia Británica. Está ubicada al sur del canal Dean y a aproximadamente a 20 km al este de la pequeña localidad de Bella Bella. Otras islas separan la isla King del mar abierto del Queen Charlotte Sound.
King está separada del continente por el canal Dean, al norte, el canal Burke, al sur, y el canal Labouchere, al este. El canal Fisher, esencialmente una extensión del canal Dean, separa la isla King de varias islas en el oeste, incluyendo isla Denny y la isla Hunter. El canal Fisher y el canal Burke se unen en el extremo sur de la isla King, convirtiéndose en el Fitz Hugh Sound.
En la lengua muxalk el nombre de la isla es Nuxalknalus, que significa 'centro del territorio Nuxalk'.
La isla King tiene una superficie de 837 km², siendo la séptima isla mayor de la Columbia Británica.
La isla King fue bautizada así en 1793 por George Vancouver, en honor del capitán de la marina real británica James King, debido a que Vancouver había servido como guardiamarina en el HMS Discovery durante la última parte del tercer viaje de James Cook.